# ぎふチャンワイド タワー43
『ぎふチャンワイド タワー43』は、2008年3月31日から2010年4月2日までぎふチャンで放送された夕方ワイド番組。

## 放送時間
岐阜放送において本格的に18時台にローカルニュース番組が組まれるのは、1983年9月に終了した『GBSニュース・レーダー』以来26年ぶりである。それ以降は、テレビ東京からの全国ニュースの前後に放送するスタイルを取り続けていた。
- 月曜 17時15分 - 18時30分、火曜 - 金曜 17時15分 - 18時10分（2008年3月31日 - 2009年4月3日）
- 月曜 - 金曜 18時15分 - 19時00分（2009年4月6日 - 2010年4月2日）

## 出演者

### 2009年4月3日まで
- 藤村恵理（当時ぎふチャンアナウンサー、月曜日 - 金曜日）
- 鈴木愛悠（月曜日・火曜日アシスタント）
- 福井里香（水曜日 - 金曜日アシスタント）
- 尾藤すみれ（ぎふチャンアナウンサー、月曜日 - 水曜日報道担当）
- 高木恵子（当時ぎふチャンアナウンサー、木曜日・金曜日報道担当）

### 2009年4月6日以降
- 尾藤すみれ（ぎふチャンアナウンサー、ニュース担当）
- 渡邉晴子（ぎふチャンアナウンサー、生活情報パートおよび天気予報担当）

## タイムテーブル

### 2009年4月3日まで
- 17:15 オープニング
- 17:20 岐阜県内のニュース
- 17:27 天気予報
- 17:31 記者の目 - 担当：岐阜新聞社整理部記者など。岐阜新聞と中継を結び、1つの画面にニューススタジオと新聞社の中継画面といった方法で放送していた。
- 17:37 日替わり特集
  - 月曜日 「あゆの広場」 - 担当：鈴木愛悠。岐阜シティ・タワー43前広場に学生を招いて学校行事などを紹介。当初は学園祭案内だった。
  - 火曜日 - サンサンシティマーゴ（関市倉知）から。担当：篠崎友華里。
  - 水曜日・木曜日 - 岐阜県内各所から。担当：丹羽光代、竹内万理ほか。
  - 金曜日 - マーサ21（岐阜市正木）から。担当：田口悠子。
- 17:45 チャコ先生の健康のツボ - 月曜日のみに実施。
- 17:50 日替わりコーナー
- 17:56 ドリーム・キッズ - 朝のミニ番組『ぎふ情報クリック!』でも放送。
- 18:00 中継
- 18:04 マギーのホロスコープ

--- 火曜日 - 金曜日はここまで ---
- 18:09 スポーツ100%! - 岐阜県内で活躍するスポーツ選手や団体を取り上げていたコーナー。担当：吉村功（元東海テレビアナウンサー）。
- 18:24 県政情報
- 18:27 エンディング

### 2009年4月6日以降
- 番組開始、挨拶→ヘッドラインニュース（当日に伝えるニュース項目を紹介）
  - オープニングに続き今日の放送内容を一覧で紹介→提供
- 岐阜県内のニュース - ニュース内に「ニュースα」新設、岐阜放送記者による解説。
- 記者の目 - 担当：岐阜新聞社整理部記者など。内容もリニューアル前と同じ。

キラっと生活情報
- 県内各所からの中継
  - 火曜日 マーゴはなまる中継 - サンサンシティマーゴから中継。担当：篠崎友華里。
- 日替わりコーナー
  - 月曜日 チャコ先生の健康のツボ、岐阜県だより
  - 火曜日 東濃リレーインタビュー
  - 水曜日 証券あれこれ、ふるさとキャラバン
  - 金曜日 マーサ中継、日本まんなか直送便
- ドリーム・キッズ
- マギーのホロスコープ

エンディングパート
- ヘッドラインニュース
- 天気予報
- 明日の予告〜終了